# Кнежевич, Йосип
Йо́сип Кне́жевич (хорв. Josip Knežević; 3 ноября 1988, Осиек) — хорватский футболист, полузащитник клуба «Академия Пушкаша». Выступал в молодёжной сборной Хорватии.
Кнежевич начал свою карьеру в молодёжном клубе «Осиек». После двух лет игры в молодёжном клубе подписал профессиональный контракт с тем же «Осиеком».
За «Осиек» Йосип Кнежевич играл 2 года и успел за это время провести 37 матчей и забить 6 голов. После окончания срока действия контракта Кнежевич решил уйти из «Осиека». Во время зимних трансферов ему предложили контракт «Амкар» и «Москва». Кнежевич был близок к подписанию контракта с «Москвой», но из-за проблем с финансами, «Москва» отклонила контракт, и Кнежевич подписал контракт с «Амкаром». Контракт рассчитан на 4 года. За следующие 2 года, проведенные в «Амкаре», Кнежевич так и не получил места в основном составе команды. В конце 2011 года было объявлено, что Кнежевич выставлен на трансфер. С февраля 2012 «Амкар» отдал полузащитника Йосипа Кнежевича в аренду алма-атинскому «Кайрату» до конца 2012 года. Став лучшим бомбардиром команды в сезоне, вернулся в «Амкар». В феврале 2013 подписал полноценный контракт с казахстанским клубом.

## Ссылка
- News of day
- https://web.archive.org/web/20100317023441/http://www.gazeta.ru/sport/rfc/amkar/3323337.shtml
- http://www.sport.ru/ru/news/20100212/football/article136188/
- Профиль на сайте Soccerway (англ.)